# LadBaby
Mark Ian Hoyle (nascido a 12 de Abril de 1987), comumente conhecido pelo seu pseudônimo de Internet LadBaby, é um blogueiro britânico, YouTuber e personalidade de redes sociais de Nottingham, Inglaterra. Seu conteúdo de vídeo se concentra em suas experiências como pai e é filmado com a sua esposa, Roxanne Zee Hoyle. O casal teve o número um de Natal na UK Singles Chart em 2018, 2019, 2020 e 2021 com as músicas inéditas "We Built This City", "I Love Sausage Rolls", "Don't Stop Me Eatin'" e "Sausage Rolls for Everyone", respectivamente. Isso fez do LadBaby o segundo artista a garantir quatro números um no Natal, igualando o recorde estabelecido pelos the Beatles em 1967.

## Discografia

### Singles
| Título                                                                                                | Ano                                                                       | Melhores posições nas tabelas musicais | Melhores posições nas tabelas musicais | Melhores posições nas tabelas musicais | Melhores posições nas tabelas musicais | Melhores posições nas tabelas musicais | Melhores posições nas tabelas musicais | Álbum                |
| Título                                                                                                | Ano                                                                       | RU                                     | AUS                                    | IRL                                    | NZ Hot                                 | SCO                                    | EUA Rock                               | Álbum                |
| --- | ------------------------------------------------------------------------- | -------------------------------------- | -------------------------------------- | -------------------------------------- | -------------------------------------- | -------------------------------------- | -------------------------------------- | -------------------- |
| 2018                                                                                                  | "We Built This City"                                                      | 1                                      | —                                      | —                                      | —                                      | 1                                      | 47                                     | Não incluso em álbum |
| 2019                                                                                                  | "I Love Sausage Rolls"                                                    | 1                                      | 100                                    | 59                                     | 20                                     | 1                                      | 10                                     | Não incluso em álbum |
| 2020                                                                                                  | "Don't Stop Me Eatin'"                                                    | 1                                      | 64                                     | 93                                     | 12                                     | —                                      | 28                                     | Não incluso em álbum |
| 2021                                                                                                  | "Sausage Rolls for Everyone" (com participação deEd Sheeran e Elton John) | 1                                      | 48                                     | 41                                     | 7                                      | —                                      | —                                      | Não incluso em álbum |
| "—" denota itens que não conseguiram entrar nas tabelas musicais ou não foram lançados no território. |                                                                           |                                        |                                        |                                        |                                        |                                        |                                        |                      |